# Maya the Bee: The Honey Games
Maya the Bee: The Honey Games (em alemão: Die Biene Maja - Die Honigspiele / no Brasil: A Abelhinha Maya: O Filme / em Portugal: Abelha Maia: Os Jogos do Mel) é um filme de animação, dos gêneros aventura e comédia, de 2018 dirigido por Noel Cleary, Sergio Delfino e Alexs Stadermann. É vagamente baseado em personagens do anime de 1975 Mitsubachi Māya no Bōken e do livro infantil alemão The Adventures of Maya the Bee de Waldemar Bonsels, o filme é uma sequência do filme de 2014 Maya the Bee e têm seus dubladores originais reprisando seus papéis do primeiro filme, com novatos incluindo Rupert Degas.
Foi lançado nos cinemas em 1 de abril de 2018 na Alemanha, o filme arrecadou US$ 10,8 milhões em todo o mundo. Uma sequência, intitulada Maya the Bee: The Golden Orb, foi lançada em 7 de janeiro de 2021.

## Sinopse
O filme começa com Maia muito entusiasmada, mas a causar embaraço à Imperatriz de Buzztropolis. Como punição do descuido, ela tem de se juntar a um grupo de insetos inadaptados e competir nos "Jogos do Mel".  
Para salvar a sua colmeia, Maia terá de se  aventurar pelo mundo, conhecer novos amigos e difíceis oponentes, com os seus amigos  Willy, as formigas desajeitadas Arnie e Barney e o seu conselheiro de sempre, o gafanhoto Flip.

## Dublagem/Dobragem

### Portugal
- Vozes: Susana João; Ana Ritta; Júlia Pinheiro; Daniel Oliveira
- Estúdio de misturas e dobragem: VS 2.0 Digital Media